# 秦秉年
秦秉年（1933年—2015年），生于上海，祖籍宁波，中國收藏家、文物学者。

## 家世
出自宁波腰带河头秦家，为宁波秦氏支祠主人第五代后裔。家族早年在上海经营钱庄业，高祖秦君安、曾祖秦际瀚、祖父秦伟楚均是钱庄业翘楚，与秦润卿亦为远亲。父亲秦康祥为海派篆刻大师。母陈和薌（xiāng，古书上指用以调味的香草），2012年辞世，享寿100岁。其家族祠堂秦氏支祠与天一阁一同被列为中华人民共和国全国重点文物保护单位。
自小家富收藏。秦秉年继承了父亲的收藏，在历代印章印玺、竹雕、古琴方面收藏富甲海内。秦秉年分批次将自己的收藏捐赠给了中华人民共和国多家博物馆，特受中华人民共和国文化部表彰。

## 历次捐赠
- 2002年1月，捐赠明清竹刻。捐赠予宁波天一阁博物馆，共计101件。其中中华人民共和国一级保护文物23件、二级文物59件、三级文物15件。[5]
- 2003年12月，捐赠中国历代瓷器。捐赠予宁波天一阁，共计171件。其中中华人民共和二级文物6件、三级文物31件。[3]
- 捐赠历代印章印玺。捐赠予宁波博物馆。[6]
- 2009年，捐赠历代扇面书画。捐赠予宁波天一阁博物馆，共计近80件[7]。
- 捐赠《鄞江送别图》。此图系清廷开明史馆修《明史》，诏大学者万斯同入京入史局，万斯同门人好友在鄞江送别他的场景。

至2010年，秦秉年共计捐赠珍贵文物8377件（套）和326种古籍计2318册予各博物馆。

## 捐赠专展
- 2009年：“秦秉年先生捐赠文物展”[8]
- 2010年：“方寸之间见天地——秦秉年捐赠历代玺印展”[6]
- 2010年：“清风雅逸——秦秉年捐赠成扇展”[7]
- 2013年：“竹刻艺术—秦秉年先生捐赠竹刻珍品展”

## 荣誉
- 天一阁博物馆的终身荣誉研究员[1]
- 中华人民共和国国家文物局“全国文物保护工作先进个人”荣誉称号